# Бренешть (Димбовіца)
Бренешть, Бренешті (рум. Brănești) — село у повіті Димбовіца в Румунії. Входить до складу комуни Бренешть.
Село розташоване на відстані 85 км на північний захід від Бухареста, 13 км на північ від Тирговіште, 69 км на південь від Брашова.

## Населення
За даними перепису населення 2002 року у селі проживали 3330 осіб, з них 3328 осіб (99,9%) румунів. Рідною мовою 3328 осіб (99,9%) назвали румунську.